# Digitalt selvforsvar
Digitalt selvforsvar dækker over de digitale værktøjer, som individer kan bruge for at beskytte sig selv mod den stigende digitale overvågning fra såvel kommercielle virksomheder som stater og opnår privacy, det vil sige selv bestemme hvem der ved hvad om en hvornår.
Begrebet blev første gang brugt på dansk i 2012 med udgivelsen af Pernille Tranbergs bog Fake It (Peoples Press) i Danmark.